# RWD-17
RWD-17 – polski samolot szkolno-akrobacyjny z 1937 roku, produkowany w Doświadczalnych Warsztatach Lotniczych (DWL).

## Rozwój[1]

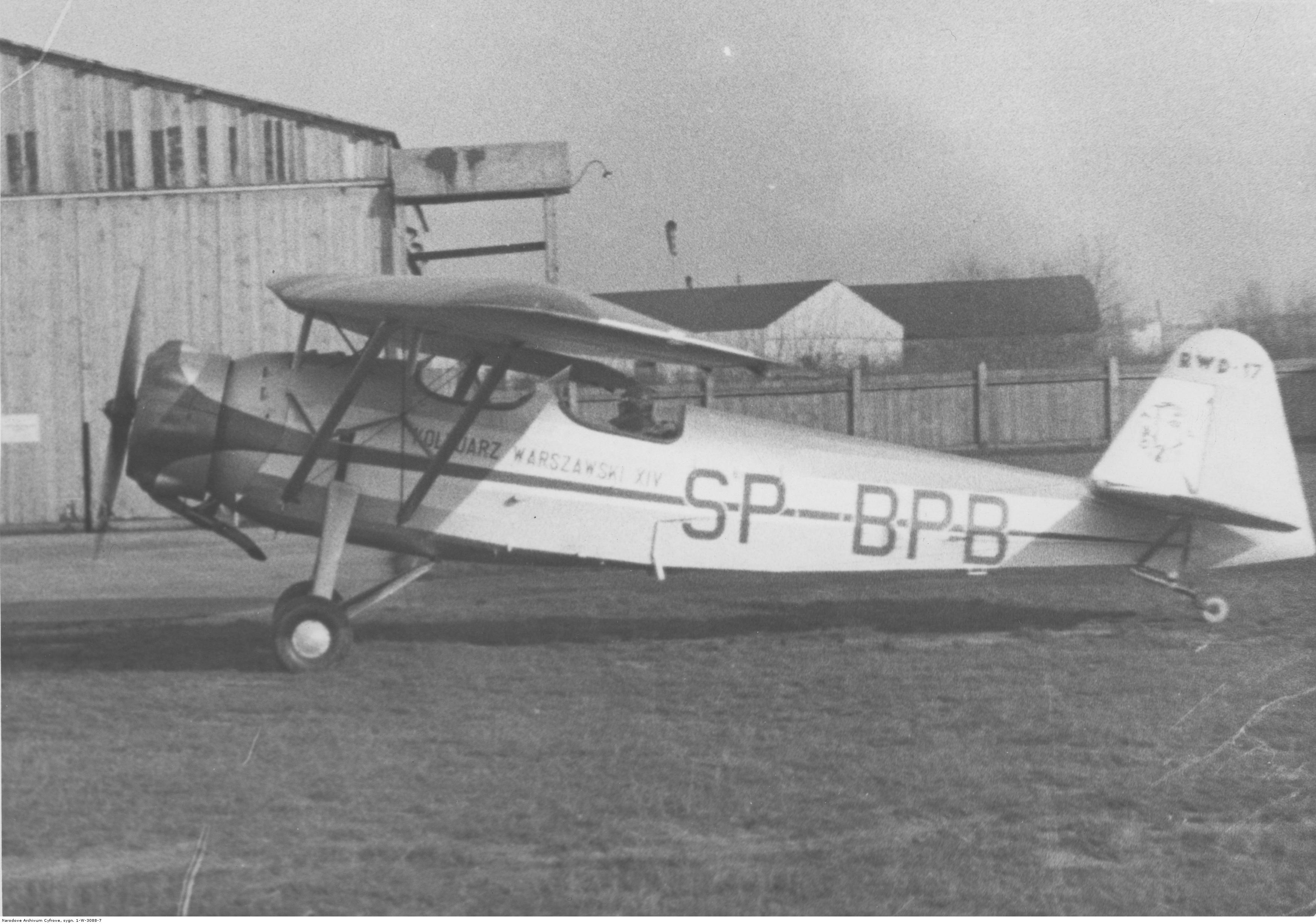
Przekazanie Marynarce Wojennej samolotu RWD-17W SP-BPB, ufundowanego przez Kolejowy Okręg Warszawski. Listopad 1938 r.

Samolot opracowano w biurze konstrukcyjnym RWD jako przejściowy samolot szkolny między najliczniejszymi w polskich szkołach cywilnych i wojskowych samolotami szkolenia podstawowego RWD-8, a jednomiejscowymi samolotami wymagającymi większych umiejętności pilotażu, jak akrobacyjny RWD-10. Samolot, oznaczony RWD-17, mimo sylwetki zbliżonej do RWD-8 był zaprojektowany całkowicie od nowa. Nowy samolot, zgodnie z założeniami, miał być zdolny do wykonywania pełnej akrobacji z dwiema osobami na pokładzie. Prace rozpoczęły się w 1936 roku, głównym projektantem był inż. Bronisław Żurakowski. Konstrukcja i sylwetka samolotu była zbliżona do RWD-8, lecz prawie wszystkie części zostały nowo zaprojektowane. Pierwszy lot prototypu, noszącego oznaczenia SP-BMX, miał miejsce 14 sierpnia 1937 roku. Po badaniach w Instytucie Techniki Lotniczej, został zaakceptowany do produkcji. Od 1938 roku do wybuchu wojny zbudowano niewielką serię RWD-17 (według polskiego rejestru statków powietrznych, zbudowano oprócz prototypu 23 seryjne RWD-17, noszące oznaczenia SP-BNZ, BOA-BOJ, BOL-BOZ). Samolot RWD-17 w swej pierwotnej formie posiadał nadmierną stateczność jak na maszynę szkolno-akrobacyjną, co szczególnie widoczne było podczas wykonywania figur autorotacyjnych (np. szybkie beczki).
Na wiosnę 1938 roku opracowano wersję wodnosamolotu pływakowego RWD-17W, różniącą się zastosowaniem mocniejszego silnika gwiazdowego Bramo Sh-14a o mocy 160 KM. Ówczesne wojskowe samoloty szkolne były wyposażone w silniki gwiazdowe, dlatego postanowiono również wybrać silnik tego typu. Nowa wersja miała zamontowane zamiennie pływaki lub podwozie kołowe. W prototypie wykorzystano metalowe pływaki amerykańskiej firmy Edo. W samolotach seryjnych zastosowano pływaki konstrukcji drewnianej o podobnym kształcie i wyporności co w prototypie. W wariancie na pływakach montowano też powiększony ster kierunku z płetwą ustateczniającą pod kadłubem. Prototyp o znakach SP-BPB oblatano najpierw z podwoziem kołowym w czerwcu 1938 roku, następnie przetestowano na pływakach. Serię pięciu RWD-17W zamówiło Kierownictwo Marynarki Wojennej z przeznaczeniem jako wodnosamoloty szkolne dla Morskiego Dywizjonu Lotniczego w Pucku. Zbudowano je w 1939 roku. RWD-17W posiadał niedopracowany układ chłodzenia silnika, co owocowało jego przegrzewaniem (nadmierna temperatura oleju). Jest też prawdopodobne, iż silniki Bramo Sh-14a miały faktyczną moc niższą niż moc katalogowa. Ciekawym i bardzo praktycznym rozwiązaniem była możliwość zmontowania do RWD-17W podwozia kołowego i oblot maszyny (oraz np. jej dostarczenie do odbiorcy) na kołach.
Na wiosnę 1939 roku inż. Bronisław Żurakowski opracował nowy płat dla RWD-17, o zmienionym cieńszym profilu i zwężających się końcówkach w obrysie z góry, oraz większej o 1 metr rozpiętości, w celu polepszenia własności akrobacyjnych samolotu. Nowy płat zamontowano na egzemplarzu SP-BOO. Ponieważ próby wykazały, że nowe skrzydło nie przyniosło poprawy osiągów a nawet utrudniło lądowanie, zrezygnowano ze zmian i na samolocie testowym zamontowano z powrotem stare skrzydło. Z powodu problemów z samolotem PWS-35, polskie lotnictwo wojskowe zainteresowało się zmodyfikowanym RWD-17 jako następcą samolotu szkolno-treningowego PWS-26. Planowano zbudować od 50 do 120 samolotów, z dostawami od początku 1940 roku. Wariant ten miał prawdopodobnie otrzymać oznaczenie RWD-17bis. Samolotów tych nie zbudowano z powodu wybuchu wojny.

## Użycie
Samoloty RWD-17 były używane w ograniczonej ilości w polskim lotnictwie cywilnym. W aeroklubach i szkole lotniczej w Świdniku, używano ich jako samolotów szkolnych i akrobacyjnych. Po wybuchu wojny 8 z nich, włącznie z prototypem, zostało ewakuowanych do Rumunii. Dwa zostały ewakuowane na Łotwę. Przynajmniej jeden był używany jako samolot łącznikowy (w 56. eskadrze obserwacyjnej) i został rozbity 12 września.
Z pięciu seryjnych RWD-17W, dwa zostały odebrane przez Marynarkę Wojenną tuż przed wybuchem wojny. Nie zostały one jednak dostarczone do Morskiego Dywizjonu Lotniczego. Zostały użyte, jako samoloty łącznikowe, na podwoziu kołowym. Trzy pozostałe zostały ewakuowane z fabryki do Rumunii, także na podwoziu kołowym. Prototypowy RWD-17W, należący do Aeroklubu Gdańskiego, został ewakuowany na półwysep Helski. Przetrwał on obronę Helu, zamaskowany w lesie. 30 września por. Ignacy Billewicz postanowił ewakuować go lotem do Szwecji. Na skutek awarii silnika, rozbił się jednak niedaleko Helu (załoga ocalała). Był to ostatni start polskiego samolotu na wybrzeżu w 1939 roku.
W Rumunii, RWD-17 i 17W były używane przez lotnictwo do końca lat 40. Żaden RWD-17 nie ocalał do chwili obecnej.

### Opis konstrukcji

Silnik Sh-14A eksponowany w MLP w Krakowie

Samolot w układzie zastrzałowego górnopłatu, konstrukcji mieszanej, metalowo-drewnianej, kryty płótnem (osłona silnika z blachy aluminiowej, skrzydła do pierwszego dźwigara kryte sklejką).
Skrzydło o lekkim skosie z centralnym wykrojem nad kabiną pilota, podparte na piramidce i dwóch zastrzałach po każdej stronie. Usterzenie klasyczne. Dwie odkryte kabiny załogi w układzie tandem z wiatrochronami, wyposażone w podwójne przyrządy sterowania. Podwozie stałe, w układzie klasycznym z kołem ogonowym. W wersji RWD-17W dwa pływaki wyposażone w mechanizm do sterowania na wodzie.
Napęd:
- RWD-17: 4-cylindrowy silnik rzędowy Walter Major 4 o mocy startowej 96 kW (130 KM), mocy nominalnej 120 KM, z wiszącymi cylindrami.
- RWD-17W: 7-cylindrowy silnik gwiazdowy Bramo Sh-14a o mocy startowej 118 kW (160 KM), mocy nominalnej 130 KM, w osłonie pierścieniowej. Masa silnika 135 kg.

Dwułopatowe śmigło drewniane. Zapas paliwa 111 litrów wystarczał na 4-godzinny (RWD-17) lub 3-godzinny lot (RWD-17W). Przelotowe zużycie paliwa 28 l/h (RWD-17) lub 35 l/h (RWD-17W).